# Віктор Камараса
Віктор Камараса (ісп. Víctor Camarasa; нар. 28 травня 1994, Меліана) — іспанський футболіст, півзахисник, фланговий півзахисник клубу «Алавес».
Грав за молодіжну збірну Іспанії.

## Клубна кар'єра
Народився 28 травня 1994 року в місті Меліана. Починав займатися футболом у футбольній школі «Валенсії».
2012 перейшов до системи підготовки гравців клубу «Леванте». Наступного року дебютував в іграх за другу команду клубу, а протягом 2014—2016 років регулярно виступав вже за основну команду «Леванте».
Сезон 2016/17 провів в оренді в «Алавесі», а влітку 2017 уклав п'ятирічний контракт з клубом «Реал Бетіс». У новій команді мав регулярну ігрову практику, проте вже за рік вирішив спробувати свої сили на Британських островах, погодившись на річну оренду в «Кардіфф Сіті». Протягом сезону 2018/19 був гравцем основного складу валійської команди, проте не зміг допомогти їй зберегти місце в англійській Прем'єр-лізі.
Влітку 2019 року був орендований іншою британською командою, «Крістал Пелес», у складі якої, утім, виходив на поле лише епізодами. У січні 2020 року повернувся на батьківщину, де знову став гравцем «Алавеса», також на орендних умовах.

## Виступи за збірну
Протягом 2014—2017 років залучався до складу молодіжної збірної Іспанії. На молодіжному рівні зіграв у 4 офіційних матчах.

## Титули і досягнення
- Володар кубка Іспанії (1):

«Реал Бетіс»: 2021-22

## Статистика виступів

### Статистика клубних виступів
Станом на 4 травня 2019
| Сезон               | Команда             | Чемпіонат           | Чемпіонат | Чемпіонат | Національний кубок | Національний кубок | Національний кубок | Континентальні кубки | Континентальні кубки | Континентальні кубки | Інші змагання | Інші змагання | Інші змагання | Усього | Усього |
| Сезон               | Команда             | Ліга                | Ігор      | Голів     | Ліга               | Ігор               | Голів              | Ліга                 | Ігор                 | Голів                | Ліга          | Ігор          | Голів         | Ігор   | Голів  |
| ------------------- | ------------------- | ------------------- | --------- | --------- | ------------------ | ------------------ | ------------------ | -------------------- | -------------------- | -------------------- | ------------- | ------------- | ------------- | ------ | ------ |
| 2013–14             | «Леванте»           | ПД                  | 3         | 0         | КІ                 | 6                  | 1                  | -                    | -                    | -                    | -             | -             | -             | 9      | 1      |
| 2014–15             | «Леванте»           | СД                  | 24        | 2         | КІ                 | 4                  | 0                  | -                    | -                    | -                    | -             | -             | -             | 28     | 2      |
| 2015–16             | «Леванте»           | СД                  | 34        | 2         | КІ                 | 0                  | 0                  | -                    | -                    | -                    | -             | -             | -             | 34     | 2      |
| Усього за «Леванте» | Усього за «Леванте» | Усього за «Леванте» | 61        | 4         |                    | 10                 | 1                  |                      | -                    | -                    |               | -             | -             | 71     | 5      |
| 2016–17             | «Алавес»            | ПД                  | 31        | 3         | КІ                 | 6                  | 0                  | -                    | -                    | -                    | -             | -             | -             | 37     | 3      |
| 2017–18             | «Реал Бетіс»        | ПД                  | 24        | 1         | КІ                 | 2                  | 0                  | -                    | -                    | -                    | -             | -             | -             | 26     | 1      |
| 2018–19             | «Кардіфф Сіті»      | ПЛ                  | 32        | 5         | КА+КЛ              | 0+1                | 0                  | -                    | -                    | -                    | -             | -             | -             | 33     | 5      |
| Усього за кар'єру   | Усього за кар'єру   | Усього за кар'єру   | 148       | 13        |                    | 19                 | 1                  |                      | -                    | -                    |               | -             | -             | 167    | 14     |